# Phyllachora shettyi
Phyllachora shettyi är en svampart som beskrevs av Hosag. 1988. Phyllachora shettyi ingår i släktet Phyllachora och familjen Phyllachoraceae.   Inga underarter finns listade i Catalogue of Life.